# جورج فاوست
جورج فاوست (بالإنجليزية: George Faust)‏ هو لاعب كرة قدم أمريكية أمريكي، ولد في 28 سبتمبر 1917 في باركستون في الولايات المتحدة، وتوفي في 28 مايو 1993 في إدينا في الولايات المتحدة.

## وصلات خارجية
- جورج فاوست على موقع مرجع كرة القدم المحترفة.كوم (الإنجليزية)
- جورج فاوست على موقع JustSportsStats.com (الإنجليزية)